# Argile de Londres
L’argile de Londres (London Clay en anglais) est un dépôt sédimentaire marin qui est connu pour sa richesse en fossiles. Son nom tire son origine de la ville de Londres où il se trouve en grande quantité. C’est la plus importante zone d'affleurements datant de l’âge yprésien (il y a environ 50 millions d’années) durant l’époque éocène. Les fossiles retrouvés indiquent que le climat de l’époque était chaud et que la flore était tropicale.
Elle est géologiquement identique à l’argile yprésienne du nord de la France et de la Belgique.

## Description
L’argile est de couleur beige quand elle est sèche, brune une fois mouillée. On y rencontre fréquemment de petits morceaux de pyrite, de sélénite et de concrétions septariennes riches en silice et calcite.

## Utilisation
Les constituants de l’argile ont été utilisés dans la fabrication de ciment à Sheppey près de Sittingburne et à Harwich. Des dragages ont également été réalisés pour ce faire le long des côtes du Hampshire. L’argile a également été très exploitée pour la fabrication de briques, de tuiles et de poteries.

## Localisation
L’argile est très répandue dans le bassin de Londres où elle peut parfois atteindre une épaisseur de 130 mètres. Elle est bien visible sur l’Île de Wight où son épaisseur atteint 90 mètres au niveau de la baie Whitecliff. L’île de Sheppey dans le Kent est un endroit propice à la découverte de fossiles. On peut également en trouver à Bognor Regis dans le Sussex de l'Ouest et à Walton-on-the-Naze en Essex.

## Faune fossilisée
Les fossiles marins retrouvés sont des bivalves, des gastéropodes, des homards, des étoiles de mer, des coraux, des crabes, des poissons (dents de requins et de raies), des tortues et très rarement des oiseaux. Quelques restes de mammifères ont été également découverts.

### Mollusques
Une des espèces les plus caractéristiques du London Clay est le bivalve Pholadomya margaritacea Sow.

### Oiseaux
Des restes d’un oiseau tropical préhistorique nommé Prophaeton (en) ont été découverts sur l’île de Sheppey.

### Mammifères
- Oxyaena

## Flore fossilisée
Du côté de la flore, les paléontologues ont découvert en abondance des semences et des fruits. Ces plantes fossilisées sont récoltées dans l’argile depuis au moins 300 ans. Trois cent cinquante espèces ont ainsi pu être découvertes, ce qui en fait une des zones les plus riches au monde, en semences et en fruits fossilisés.